# Aeroporto Internacional de Wuhan Tianhe
O Aeroporto Internacional de Wuhan Tianhe serve Wuhan, capital da província de Hubei, na República Popular da China. Foi inaugurado em 15 de abril de 1995 substituindo os antigos aeroportos Hankou Wangjiadun e Nanhu como o principal aeroporto de Wuhan.
O aeroporto localiza-se a cerca de 26 km ao norte do centro da cidade de Wuhan e é o aeroporto mais movimentado do centro da China por estar localizado no centro geográfico das rotas de linhas aéreas do país. Em 2016, o aeroporto movimentou 20.772.000 passageiros, ficando em 14º na China em número de passageiros. O aeroporto recebe várias companhias aéreas servindo como foco para a Air China, China Eastern Airlines e China Southern Airlines.
O nome Tianhe (天河) pode ser traduzido como "Rio Celeste".

## Terminais

### Terminal 1 (demolido)
O Terminal 1 foi aberto ao público em 1995 com a transferência dos voos dos antigos aeroportos Hankou Wangjiadun e Nanhu. Esteve localizado onde hoje é o saguão oeste do Terminal 3.
Foi o único terminal do aeroporto até à construção do Terminal 2 em 2008.
A partir de 2008 todos os voos domésticos foram transferidos do para o Terminal 2 enquanto os internacionais permaneceram no Terminal 1.
Em 2010, este terminal foi encerrado, acabando por servir como terminal internacional por apenas 2 anos. Um novo terminal internacional foi construído, acabando por ter várias expansões ao longo dos anos devido ao sucesso internacional que o aeroporto obteve.
O terminal foi demolido, de forma a dar espaço para a construção do novo Terminal 3.

### Terminal 2 (desativado)
O Terminal 2 foi o terminal principal de 2008 a 2017. Em todo o seu tempo operacional, apenas serviu voos domésticos. Tem uma área útil de 121,200 m2 e capacidade projetada para 13 milhões de passageiros e 320.000 toneladas de carga por ano.
Foi concluído a 15 de Abril de 2008 com um custo total de 3,38 bilhões de iuanes.
O Terminal 2 foi encerrado quando o Terminal 3 foi oficialmente aberto em 2017 para dar lugar ao projeto de melhoria e de expansão.

### Terminal Internacional (desativado)
Muitas vezes confundido com o Terminal 1, o Terminal Internacional assumiu em 2010, todos os voos internacionais e voos de/para Hong Kong.
Foi um terminal de piso único com área útil de 5310 m2 a sudoeste do Terminal 2, e partilhava infraestrutura de chegadas e partidas no mesmo edifício.
Por ser uma infraestrutura compacta e ao numero crescente de voos internacionais, o terminal recebeu um número crescente de reclamações devido à sobrelotação. Em 2013, em média, partiam 880 voos por hora durante a temporada de pico, o que era um número maior que a que a capacidade planeada de 550.
O Terminal Internacional foi encerrado em 2017 e será, no futuro, transformado em terminal VIP.

### Terminal 3
A partir de 31 de Agosto de 2017, todos os voos com partida no Terminal Internacional (Internacional, Hong Kong, Macau e Taiwan) e no Terminal 2 (Doméstico) foram transferidos para o Terminal 3 que tem capacidade para 35 milhões de passageiros.
Após a inauguração do Terminal 3, os terminais 2 e Internacional foram encerrados temporariamente para renovações. A previsão para ambos estes terminais é que o Terminal Internacional passa a servir como terminal VIP enquanto o Terminal 2 sofrerá renovações de forma a apoiar o Terminal 3 assim que este atinja a sua capacidade. O Terminal 3 tem uma nova zona de partidas, restaurantes e lojas duty-free.
A construção do Terminal 3 foi iniciada a Junho de 2013 e foi aberto a 31 de Agosto de 2017. Uma nova pista, uma nova torre de controlo, e uma interface de transportes que permitiu conectar o aeroporto com a cidade com a ferrovia intercidades e o metro, foram construídas em conjunto com o novo terminal.

## Segunda Guerra Mundial
Durante a Segunda Guerra Mundial, o aeroporto era conhecido como Base Aérea Hankow e foi usado pela 14ª Força Aérea das Forças Armadas Aéreas dos Estados Unidos como parte da campanha defensiva da China (1942-1945). Foi usado primariamente como uma base de transporte pelas aeronaves C-46 Commando e C-47 Skytrain de diversos grupos de Tropas de Carreiras, os quais enviaram pessoal área de Hankow após a guerra. A área permaneceu em operação para transporte e como centro de apoio até 1945, quando os americanos fecharam suas instalações.